# Pontinské ostrovy

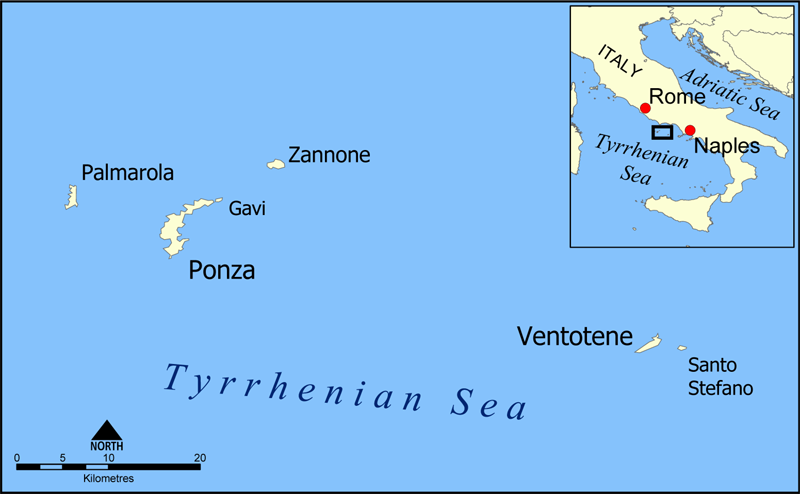
Pontinské ostrovy

Pontinské ostrovy (také známé jako souostroví Ponza podle hlavního ostrova) je souostroví v Tyrhénském moři nedaleko západního pobřeží Itálie. Ostrovy jsou kolektivně pojmenovány podle největšího ostrova celé skupiny - Ponza. Dalšími členy souostroví jsou Ventotene, Palmarola, Zannone, Santo Stefano a Gavi.
Souostroví je výsledkem vulkanické činnosti a je obydleno po tisíce let. Při vykopávkách na ostrovech byly objeveny neolitické artefakty a obsidiánové výrobky z doby bronzové. Ostrovy také obývali Etruskové, kteří do nich vytesali „Modré jeskyně“. Nejstarší záznamy o ostrovech pochází z doby Římské republiky a popisují její vítězství nad Volsky roku 338 př. n. l. Pověst říká, že souostroví je zbytkem ztraceného Tyrhénského království, které se potopilo do moře i s úzkým pruhem země, spojujícím království s pevninou.
Za vlády císaře Augusta bylo podporováno osidlování souostroví a nově příchozí se usadili od ostrova Ponza až po Ventotene. Řím používal oba ostrovy nejen jako útočiště, ale také jako místo exilu pro politicky nepohodlné spoluobčany. O necelé dva tisíce let je ke stejnému účelu používal i fašistický režim.
Pontinské ostrovy byly ve středověku opuštěny kvůli neustálým nájezdům Saracénů a pirátů. Během 18. století ostrovy znovu kolonizovalo Neapolské království, které se později i s ostrovy stalo součástí Italského království.
Drobné vinice, divoké květiny, odlehlé pláže a jeskyně činí v současnosti z Pontinských ostrovů oblíbenou turistickou destinaci.